# Wilhelm von Kaulbach

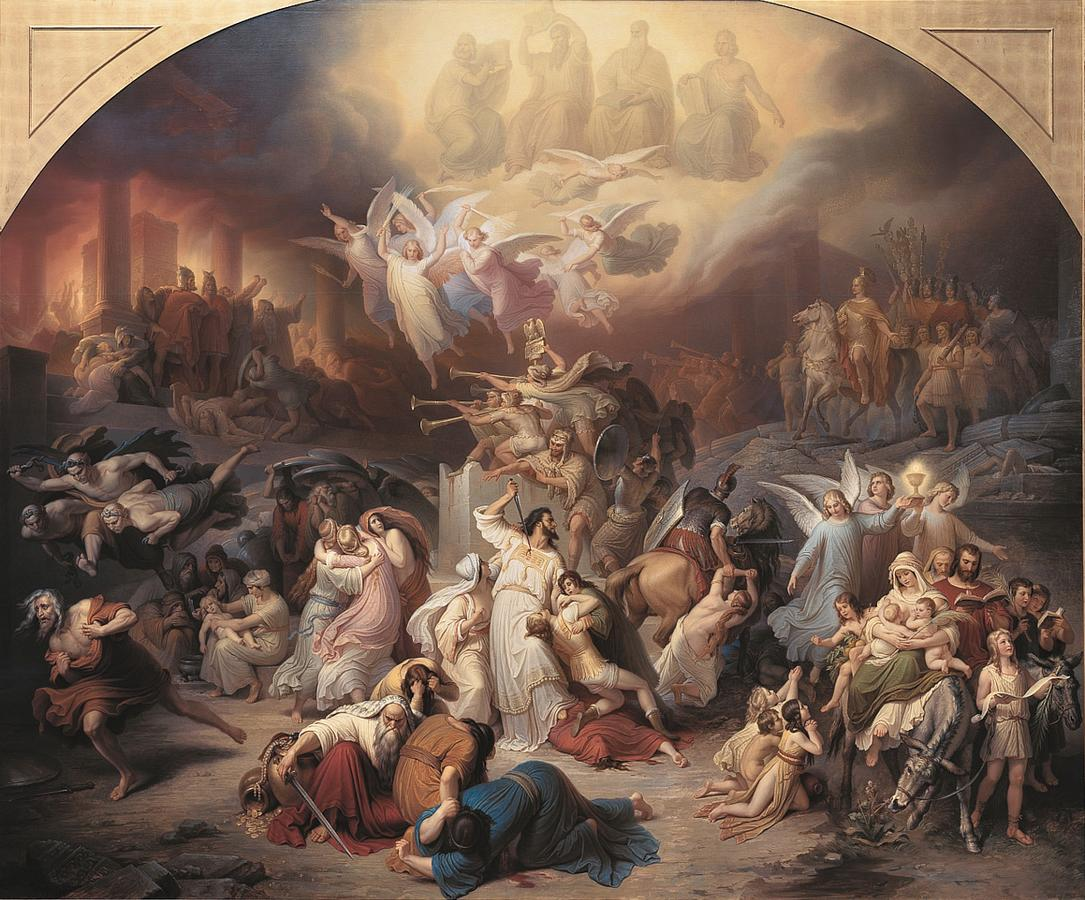
Zerstörung Jerusalems durch Titus

Bernhard Wilhelm Eliodrus Kaulbach (Bad Arolsen, Waldeck, 15 de outubro de 1805 — 7 de abril de 1874) foi um pintor alemão.
Kaulbach desenvolveu, seguindo o exemplo dos mestres medievais, a arte da pintura mural e monumental, a que juntou a arquitetura e a pintura, e mostrou uma criatividade fértil e uma variedade de recursos, praticamente desconhecida desde os dias de Rafael e Michelangelo. Entre os seus trabalhos podem incluir-se a Narrenhaus, cujas composições têm pontos de contacto com Hogarth. As ilustrações de Reineke Fuchs seguem a mesma linha. Esta obra, juntamente com figuras isoladas ou ilustrações de dramas pictóricos mostra quão dominante e irreprimível era o autor. Às vezes a obra degenera de grotesco em vulgar, o ridículo em grandioso, como na sátira do "Idade da Trença", um fresco do lado exterior da Neue Pinakothek.
Sepultado no Alter Südfriedhof de Munique.